# Zénaïde Bonaparte
Pour les articles homonymes, voir Zénaïde et Famille Bonaparte.
Titre
Princesse consort de Canino
29 juin 1840 – 8 août 1854
(14 ans, 1 mois et 10 jours)
Zénaïde Lætitia Julie Bonaparte, née le 8 juillet 1801 à Paris et morte le 8 août 1854 à Naples, princesse française et altesse impériale (1804), infante d'Espagne (1808), est la fille aînée de Joseph Bonaparte et de Julie Clary. Elle eut une sœur, Charlotte.

## Biographie
Zénaïde Bonaparte naît le 8 juillet 1801 à Paris. Elle est la deuxième des trois filles de Joseph Bonaparte, qui exerce alors des missions diplomatiques à la demande de son frère, le Premier Consul Napoléon Bonaparte, et de Julie Clary, la fille d'un riche armateur et négociant marseillais,. Elle passe son enfance entre Paris et le domaine qu'ont acquis ses parents à Mortefontaine. Alors que son père est nommé roi de Naples en 1806, Zénaïde le rejoint deux ans plus tard, le 14 avril 1808, avec sa mère Julie et sa petite sœur Charlotte. Quand Joseph est nommé roi d'Espagne quelques mois plus tard, elles rentrent toutes les trois en France pour s'installer à Mortefontaine. Durant cette période, Zénaïde correspond régulièrement avec son père par courrier.
Dès son plus jeune âge, elle démontre des talents pour la musique.
Après la première abdication de Napoléon Ier en 1814, Zénaïde, sa mère et sa sœur rejoignent Joseph en exil en Suisse, au château de Prangins. Elles rentrent à Paris pendant la période des Cent-Jours, puis s'installent chez Désirée Clary, la sœur de Julie, pendant les premiers mois du deuxième exil de Joseph aux États-Unis.
En 1822, conformément au souhait de sa famille, Zénaïde épouse son cousin, le prince Charles-Lucien Bonaparte, fils de Lucien. Leur union est célébrée à Bruxelles. Le couple entreprend immédiatement un voyage aux États-Unis et s'installe dans la propriété de Joseph à Point Breeze, à proximité de Philadelphie. C'est là que naissent leurs deux premiers enfants. Zénaïde et Charles-Lucien rejoignent finalement l'Europe en 1827 et s'installent à Rome où vivent leur grand-mère Letizia Bonaparte et leur grand oncle Joseph Fesch.
L'éminent ornithologue qu'était Charles-Lucien Bonaparte attribua le nom de Zenaida à un genre de tourterelles appartenant à la famille des Columbidae. 
Le peintre David fit son portrait et celui de sa sœur Charlotte (Charlotte et Zénaïde Bonaparte (1821)), lors de leur séjour à Bruxelles en 1821. Elle possédait dans ses collections, dans la villa Bonaparte à Rome, le tableau Bonaparte franchissant le Grand-Saint-Bernard de David, qui lui avait été donné par son père.

## Mariage et descendance

Robert Lefèvre (1806). La princesse Zénaïde et sa mère Julie Clary. Paris, Palais de Versailles.

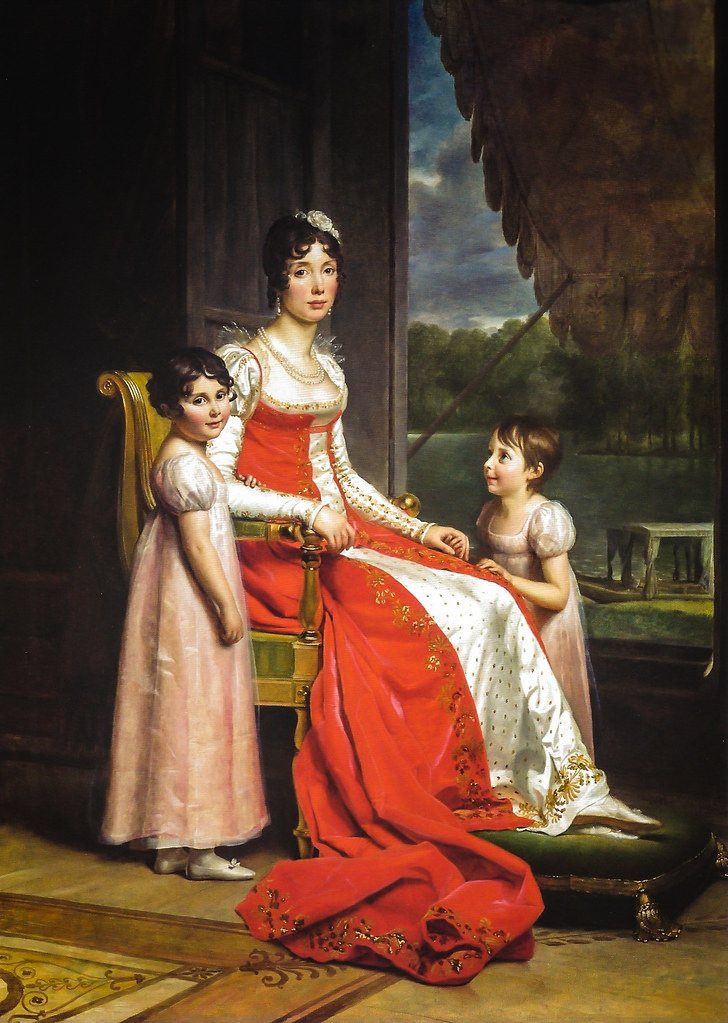
François Gérard (1808). La reine Julie et ses deux filles, les princesses Zénaïde et Charlotte. Dublin, Galerie nationale d'Irlande.

Zénaïde Bonaparte se marie à Bruxelles le 29 juin 1822 à son cousin Charles-Lucien Bonaparte, deuxième prince de Canino, fils de Lucien Bonaparte. Ensemble, ils ont douze enfants, dont quatre fils et huit filles  :
- Joseph-Lucien Bonaparte, né à Philadelphie le 12 février 1824 et mort à Rome le 2 septembre 1865, troisième prince de Canino, sans descendance ;
- Alexandrine Bonaparte, née à Philadelphie le 6 juillet 1826 et morte à Livourne en février 1828 ;
- Lucien-Louis Bonaparte, né à Rome le 15 novembre 1828 et mort dans la même ville le 19 novembre 1895, cardinal-prêtre du titre de Santa Pudenziana, sans descendance ;
- Julie Bonaparte, née à Rome le 6 juin 1830 et morte dans la même ville le 28 octobre 1900, princesse Bonaparte et altesse en 1853, mariée en 1847 à Alessandro del Gallo, marquis de Roccagiovine et marquis de Cantalupo e Bardella, marquis de Penna[11] ;
- Charlotte Bonaparte, née à Rome le 4 mars 1832 et morte dans la même ville le 10 octobre 1901, mariée en 1848 à Pietro comte Primoli di Foglia, officier dans la marine pontificale, dont Giuseppe Primoli ;
- Léonie Bonaparte, née à Florence le 18 septembre 1833 et morte à Ariccia le 14 septembre 1839 ;
- Marie-Désirée Bonaparte, née à Rome le 18 mars 1835 et  morte à Spolète le 28 août 1890, mariée en 1851 à Paolo comte Campello della Spina, propriétaire, auteur d'ouvrages historiques ;
- Augusta Bonaparte, née à Rome le 9 novembre 1836 et morte dans la même ville le 29 mars 1900, mariée en 1856 à Placido Gabrielli, 4e et dernier prince de Prossedi, prince de Roccasecca, duc de Pisterzo, sans descendance ;
- Napoléon-Charles Bonaparte, né à Rome le 5 février 1839 et mort dans la même ville le 11 février 1899, officier de la Légion étrangère, marié en 1860 à la princesse Cristina Ruspoli ;
- Bathilde Bonaparte, née à Rome le 26 novembre 1840 et morte à Paris le 9 juin 1861, mariée en 1856 au comte Louis de Cambacérès, auditeur au Conseil d'État, député de l'Aisne ;
- Albertine Bonaparte, née à Florence le 12 mars 1842 et morte à Rome le 3 juin de la même année ;
- Charles-Albert Bonaparte, né à Rome le 22 mars 1843 et mort dans la même ville le 6 décembre 1847.

## Titres
- Princesse française de 1804.
- Infante d'Espagne de 1808.
- Seconde princesse de Canino et de Musignano de 1822.